# Єрьоменко Андрій Іванович
Андрі́й Іва́нович Єременко (Єрьоменко) (2 (14) жовтня 1892 або 14 жовтня 1892 , Ма́рківка, Старобільський повіт, Харківська губернія, Російська імперія  — 19 листопада 1970 , Москва ) — радянський воєначальник, Маршал Радянського Союзу (1955), Герой Радянського Союзу (1944), Герой ЧССР (1970), член ВКП(б)/КПРС з 16 грудня 1918 року. Кандидат у члени ЦК КПРС (1956—1970). Депутат Верховної Ради УРСР 1-го скликання (1938—1947). Депутат Верховної Ради СРСР 2—8-го скликань.

## Біографія
Народився 14 жовтня 1892 року в слободі Марківка, Старобільського повіту Харківської губернії (нині селище міського типу Луганської області України) у незаможній селянській сім'ї. Батько — Іван Іванович Єременко (помер у 1902 році). Мати — Марія Іванівна (уроджена Романенко, померла в 1957 році). Андрій був старшим з восьми дітей (Семен, Гаврило, Петро, Поліна, Прасковія та Марія/Марфа).

### Військова кар'єра
На військову службу призваний в 1913 році. У Першу світову війну рядовим бився на Південно-Західному фронті в Галичині. Потім служив на Румунському фронті в команді розвідки піхотного полку. Після Лютневої революції 1917 року був вибраний в полковий комітет.
Демобілізуючись Єременко повернувся в Марківку і в 1918 році організував там партизанський загін, який згодом влився в Червону армію.
Учасник Громадянської війни. З січня 1919 року — заступник голови і військовий комісар Марківського ревкома. З червня 1919 року брав участь в боях на Південному, Кавказькому і Південно-Західному фронтах начальником розвідки, потім начальником штабу кавалерійської бригади, помічником командира кавалерійського полку 14-ї кавалерійської дивізії 1-ї Кінної армії.
У 1923 році Єременко закінчив Вищу кавалерійську школу, в 1925 році — курси удосконалення комскладу, в 1931 році — курси командирів-єдиноначальників при Військово-політичній академії, в 1935 році — Військову академію імені М. В. Фрунзе.
Після Громадянської війни, з грудня 1929 року, Єременко командував кавалерійським полком, з серпня 1937 року — кавалерійською дивізією, а з 1938 року — 6-м кавалерійським корпусом, з яким брав участь у війні з Польщею. З червня 1940 року — командир механізованого корпусу. З грудня 1940 року командував 1-ю Окремою Червонопрапорною армією на Далекому Сході.
26 червня 1938 року був обраний депутатом Верховної Ради УРСР 1-го скликання від Новоград-Волинської виборчої округи Житомирської області.

#### Друга світова війна
Вступаючи в серпні 1941 року в посаду командувача військ Брянського фронту, заявив Сталіну, що «розіб'є негідника Гудеріана», але зробити цього не зумів, бо зазнав серйозного поранення.
Під час Другої світової війни:
- заступник командувача Західним фронтом (керував бойовими діями військ в Смоленській битві);
- командувач Брянським фронтом (серпень — жовтень 1941 року). Прикривав підступи до Москви з південного заходу. У важких умовах війська фронту вели бої з танковою групою Гудеріана;
- 4-ю ударною армією (з грудня 1941 по лютий 1942 року. Армія під його керівництвом у складі військ Північно-Західного, а потім Калінінського фронтів в ході Торопецько-Холмської операції відвоювала міста Андреаполь, Торопець, Веліж та інші. Під час цих боїв був вдруге важко поранений;
- Південно-Східним фронтом з серпня 1942 року (згодом сумісно й Сталінградським фронтом). На цій посаді генерал-полковник Єременко зробив великий внесок до організації героїчної оборони Сталінграду. Війська фронту під його командуванням брали активну участь у контрнаступі радянських військ під Сталінградом, що завершився оточенням великого угруповання німецьких військ та військ сателітів Третього Рейху;
- Південним фронтом (січень—лютий 1943 року. Під його керівництвом війська фронту завдали удару в напрямі Ростова-на-Дону з метою розгрому (у взаємодії з військами Закавказького фронту) угруповання супротивника на Північному Кавказі);
- Калінінським фронтом (з квітня 1943 року. 27 серпня йому надане військове звання — Генерал армії);
- Окремою Приморською армією (з лютого до 15 квітня 1944 року. Спільно з військами 4-го Українського фронту відвоювала Крим);
- 2-м Прибалтійським фронтом (з 23 квітня 1944 року. У взаємодії з 1-м і 3-м Прибалтійськими фронтами, ввірені йому війська брали участь в боях на території Латвії);
- 1-м Прибалтійським фронтом (з жовтня 1944 року);
- 4-м Українським фронтом (призначений на посаду у березні 1945 року. Війська фронту в ході військох операцій на території Чехословаччини опанували Моравсько-Остравським промисловим районом).

#### Після війни
Після закінчення війни генерал армії Єременко командував військами Прикарпатського (1945—1946), Західно-Сибірського (1946—1953) і Північно-Кавказького військових округів (1953—1958 роки). 11 березня 1955 року йому надано військове звання «Маршал Радянського Союзу».
З 1958 року — генеральний інспектор Групи генеральних інспекторів Міністерства оборони СРСР. Був обраний кандидатом у члени ЦК КПРС (з 1956 року), депутатом Верховної Ради СРСР 2—8-го скликань.
Помер 19 листопада 1970 року, похований у Москві на Красній площі біля Кремлівської стіни.

## Сім'я
Батько — Іван Іванович Єременко (помер у 1902 році). Мати — Марія Іванівна (уроджена Романенко, померла в 1957 році). 
Перша дружина — Євдокія Федорівна Єрьоменко, в шлюбі мали четверо дітей: Павло, Ігнат, Іван та Валентина.
Дружина — Ніна Іванівна (1923—2006). Діти: син — Андрій Андрійович, полковник запасу; син — Володимир Андрійович, капітан 1 рангу запасу; дочка — Тетяна Андріївна, економіст.
Племінниця  — Неоніла Семенівна Єрьоменко (1927—1994), донька брата Андія Єрьоменка, українська вчена у галузі офтальмології. Кандидат медичних наук (1958), доцент (1964). Дружина Еммануїла Наумовича Бергера, в шлюбі народився син — Олександр.
Внук — Анатолій Павлович Єрьоменко, віце-адмірал.

## Нагороди
- медаль «Золота Зірка» Героя Радянського Союзу (29 липня 1944 року);
- п'ять орденів Леніна;
- орден Кутузова 1-го ступеня;
- орден Жовтневої Революції;
- чотири ордена Червоного Прапора;
- три ордена Суворова 1-го ступеня;
- Почесна зброя із золотим зображенням Державного герба СРСР (1968);
- інші нагороди, зокрема польські і чехословацькі.

## Твори
- Боевые эпизоды. Походы Первой Конной армии. — Ростов-на-Дону, 1957; (рос.)
- На западном направлении. — М., 1959; (рос.)
- Против фальсификации истории второй мировой войны. — 2-е изд. — М., 1960; (рос.)
- Сталинград. — М., 1961; (рос.)
- В начале войны. — М. 1965; (рос.)
- Годы возмездия. 1943—1945. — М., 1969; (рос.)
- Помни войну. — Донецк, 1971. (рос.)

## Вшанування пам'яті
Ім'я Героя Радянського Союзу Єрьоменка було присвоєне:
- Орджонікідзевському вищому командному училищу;
- вулицям в містах Керч, Рига, Донецьк, Сніжне, Слов'янськ, Новоград-Волинський.
- траулеру Міністерства рибного господарства.

На штабі Північно-Кавказького військового округу в місті Ростов-на-Дону на згадку про героя-полководця встановлена меморіальна дошка.
Встановлено пам'ятник у смт Марківка

## Галерея

смт Марківка
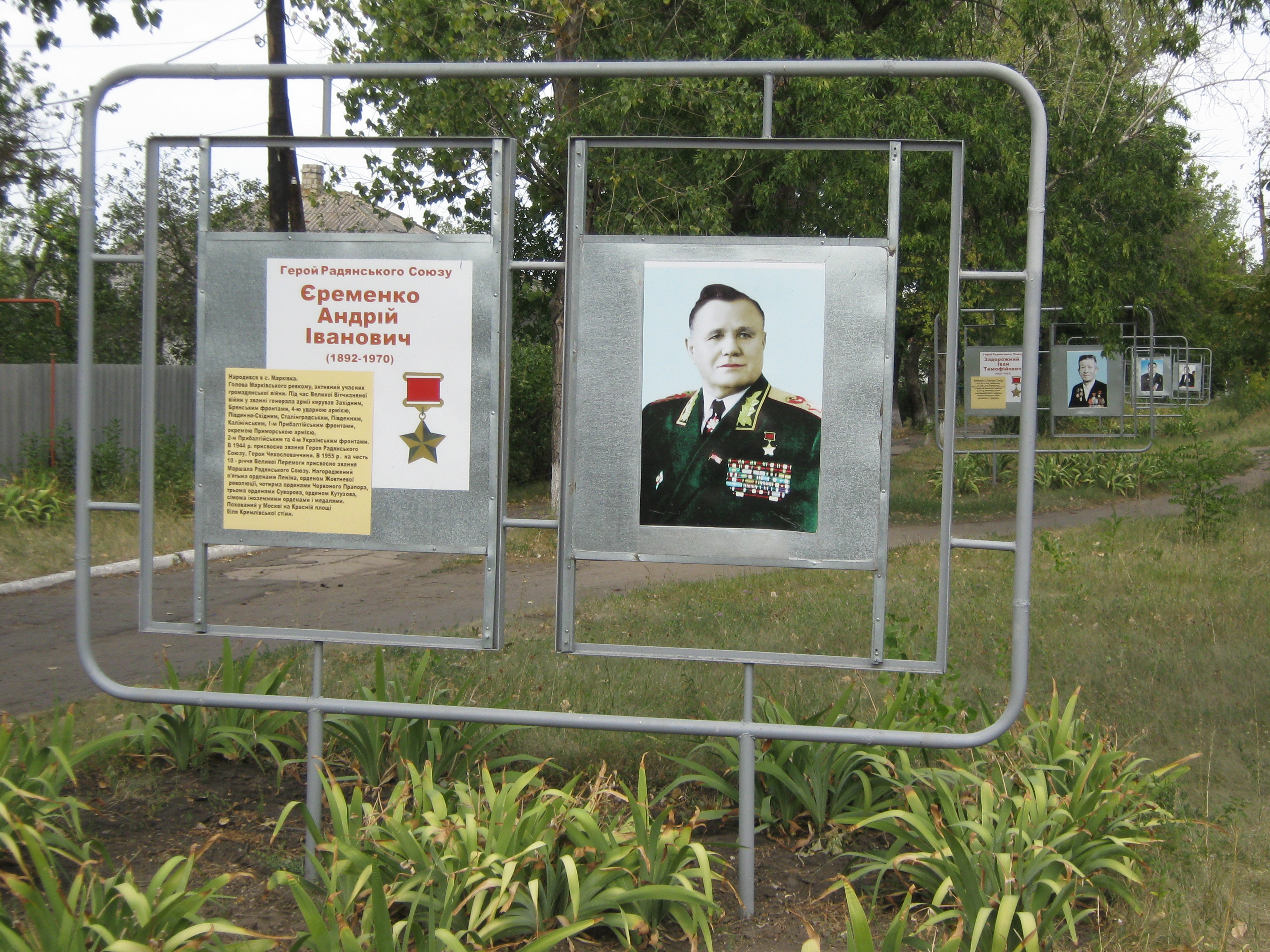